# فضل بن یحیی برمکی
فضل بن یحیی برمکی (زادهٔ ۱۴۷ یا ۱۴۸ ه‍.ق) معتمد هارون خلیفهٔ عباسی، معلم امین و امیر مناطق مختلفی از ایران در دورهٔ خلافت هارون بود. او هفت روز پیش از تولد هارون زاده شد و برادر رضاعی هارون بود. او به همراه برادرش، جعفر در امور وزارت، دستیاری پدر خویش، یحیی بن خالد را می‌کرد. در سال ۱۶۷ ه‍.ق امارت سرزمین‌های شرقی خلافت از خراسان تا نهروان تا سرزمین‌های ترک به وی واگذار شد. در ۱۷۸ ه‍.ق امیر خراسان شد، اما خیلی زود در سال ۱۷۹ ه‍.ق از امارت خراسان برکنار شد.